# 1904년 하계 올림픽 조정 남자 더블스컬
1920년 하계 올림픽 조정 남자 더블스컬은 미국 세인트루이스에서 개최된 1904년 하계 올림픽 조정의 세부 종목이다. 7월 30일에 1개국에서 6명의 선수가 참가하였다.

## 경기장
1904년 하계 올림픽 조정 경기는 세인트루이스에 있는 크리브 코어 레이크에서 경기가 열렸다.
| 도시         | 경기장             | 원어명           | 비고    |
| ------------ | ------------------ | ---------------- | ------- |
| 세인트루이스 | 크리브 코어 레이크 | Creve Coeur Lake | 전 종목 |

## 경기 결과
| 순위 | 선수                         | 기록    |
| ---- | ---------------------------- | ------- |
| 1    | 존 멀커히, 윌리엄 벌리 (USA) | 10:03.2 |
| 2    | 제미 맥룽흘린, 존 호번 (USA) |         |
| 3    | 조셉 라버너크, 존 웰스 (USA) |         |

## 메달리스트
| 종목          | 금                                   | 은                                   | 동                                   |
| ------------- | ------------------------------------ | ------------------------------------ | ------------------------------------ |
| 남자 더블스컬 | 미국 (USA) · 윌리엄 벌리 · 존 멀커히 | 미국 (USA) · 제미 맥룽흘린 · 존 호번 | 미국 (USA) · 조셉 라버너크 · 존 웰스 |

## 범례
|  | 세계 신기록                  |  |                   | 아프리카 신기록 |                      | Q | 예선 통과 |
|  | 올림픽 신기록                |  | 북아메리카 신기록 | DNS             | 경기를 시작하지 않음 |   |           |
|  |                              |  | 아시아 신기록     | DNF             | 경기를 마치지 않음   |   |           |
|  | 국가 신기록                  |  | 유럽 신기록       | DSQ             | 실격                 |   |           |
|  | 개인 최고 기록 (개인 신기록) |  | 오세아니아 신기록 | WD              | 기권                 |   |           |
|  | 시즌 최고 기록 (시즌 신기록) |  | 남아메리카 신기록 | NM              | 기록 없음            |   |           |

## 참고 문헌
- 국제 올림픽 위원회 - 1904년 하계 올림픽 조정 경기 결과 (영어)
- (영어) George Seymour Lyon - 1904년 올림픽 금메달리스트
- (폴란드어) Pawel, Wudarski (1999). “Wyniki Igrzysk Olimpijskich”. 2008년 10월 14일에 원본 문서에서 보존된 문서. 2006년 12월 17일에 확인함.
- (영어) “Rowing at the 1904 St. Louis Summer Games: Men's Double Sculls”. sports-reference.com. 2014년 4월 7일에 원본 문서에서 보존된 문서. 2010년 9월 26일에 확인함.
- (영어) De Wael, Herman. “Herman's Full Olympians: "Rowing 1904".”. 2012년 11월 2일에 원본 문서에서 보존된 문서. 2010년 9월 26일에 확인함.